# Lijst van afleveringen van Gimme Gimme Gimme
Dit is een lijst met afleveringen van de Britse komedie Gimme Gimme Gimme. De serie telt 3 seizoenen. Een overzicht van alle afleveringen is hieronder te vinden.

## Afleveringen

### Seizoen 1
| Aflevering (serie) | Aflevering (seizoen) | Titel                        | Regie         | Script          | Datum            |
| ------------------ | -------------------- | ---------------------------- | ------------- | --------------- | ---------------- |
| 1                  | 1                    | Who's That Boy?              | Liddy Oldroyd | Jonathan Harvey | 8 January 1999   |
| 2                  | 2                    | The Big Break                | Liddy Oldroyd | Jonathan Harvey | 15 januari 1999  |
| 3                  | 3                    | Legs and Co                  | Liddy Oldroyd | Jonathan Harvey | 22 januari 1999  |
| 4                  | 4                    | Do They Take Sugar?          | Liddy Oldroyd | Jonathan Harvey | 29 januari 1999  |
| 5                  | 5                    | Saturday Night Diva          | Liddy Oldroyd | Jonathan Harvey | 5 februari 1999  |
| 6                  | 6                    | I Do, I Do, I Do, I Do, I Do | Liddy Oldroyd | Jonathan Harvey | 12 februari 1999 |
| 7                  | Special              | Millennium                   | Liddy Oldroyd | Jonathan Harvey | 29 december 1999 |

### Seizoen 2
| Aflevering (serie) | Aflevering (seizoen) | Titel           | Regie         | Script          | Datum            |
| ------------------ | -------------------- | --------------- | ------------- | --------------- | ---------------- |
| 8                  | 1                    | Teacher's Pet   | Liddy Oldroyd | Jonathan Harvey | 14 januari 2000  |
| 9                  | 2                    | Stiff           | Liddy Oldroyd | Jonathan Harvey | 21 januari 2000  |
| 10                 | 3                    | Prison Visitor  | Liddy Oldroyd | Jonathan Harvey | 28 januari 2000  |
| 11                 | 4                    | Dirty 30        | Liddy Oldroyd | Jonathan Harvey | 4 februari 2000  |
| 12                 | 5                    | Glad to be Gay? | Liddy Oldroyd | Jonathan Harvey | 11 februari 2000 |
| 13                 | 6                    | Sofa Man        | Liddy Oldroyd | Jonathan Harvey | 18 februari 2000 |

### Seizoen 3
| Aflevering (serie) | Aflevering (seizoen) | Titel                | Regie             | Script          | Datum            |
| ------------------ | -------------------- | -------------------- | ----------------- | --------------- | ---------------- |
| 14                 | 1                    | Down and Out         | Tristram Shapeero | Jonathan Harvey | 2 november 2001  |
| 15                 | 2                    | Lollipop Man         | Tristram Shapeero | Jonathan Harvey | 9 november 2001  |
| 16                 | 3                    | Secrets and Flies    | Tristram Shapeero | Jonathan Harvey | 23 november 2001 |
| 17                 | 4                    | Trauma               | Tristram Shapeero | Jonathan Harvey | 30 november 2001 |
| 18                 | 5                    | Singing in the Drain | Tristram Shapeero | Jonathan Harvey | 7 december 2001  |
| 19                 | 6                    | Decoy                | Tristram Shapeero | Jonathan Harvey | 14 december 2001 |